# Takeshi Kamura

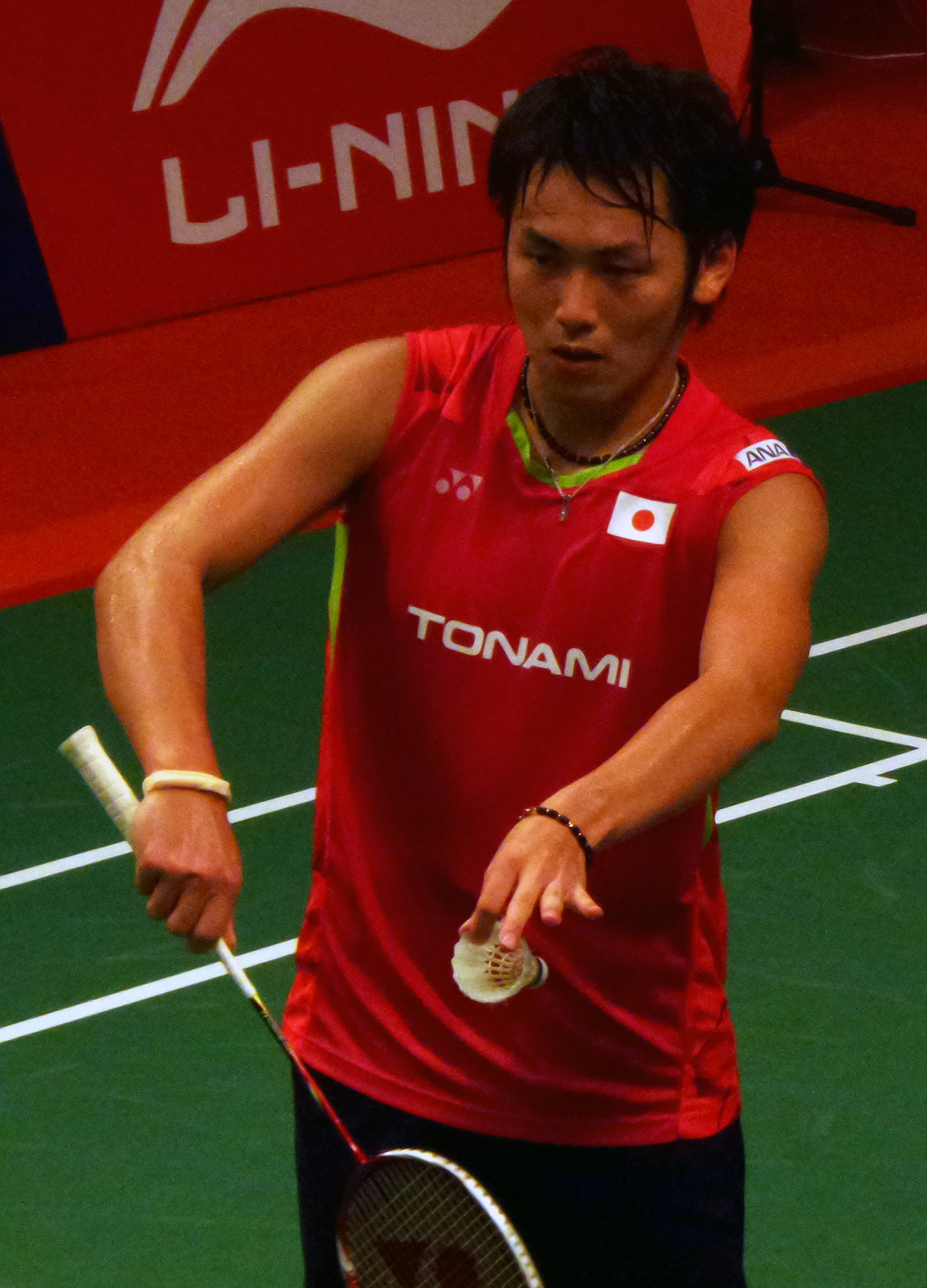
Takeshi Kamura, 2015

Takeshi Kamura (jap. 嘉村健士, Kamura Takeshi; * 14. Februar 1990 in Karatsu) ist ein japanischer Badmintonspieler.

## Karriere
Takeshi Kamura gewann 2009 bei den Vietnam International die Herrendoppelkonkurrenz. 2011 war er bei den Malaysia International im Herrendoppel mit Keigo Sonoda erfolgreich. Im gleichen Jahr siegte er auch bei den Osaka International 2011 im Mixed mit Koharu Yonemoto. 2012 war er dort im Herrendoppel siegreich. Ebenso gewann  er die Canada Open 2012 und die Japanische Badmintonmeisterschaft 2012 (wiederum mit Koharu Yonemoto).